# ماراکالاگونیس
ماراکالاگونیس (به ایتالیایی: Maracalagonis) یک کومونه در ایتالیا است که در استان کالیاری واقع شده‌است.

## خصوصیات
ماراکالاگونیس ۱۰۱٫۵ کیلومترمربع مساحت و ۶٬۹۶۱ نفر جمعیت دارد.